# ISO 2047
ISO 2047 (Zpracování informací – Grafická reprezentace řídicích znaků v 7bitové kódované znakové sadě ISO/IEC 646, anglicky Information processing — Graphical representations for the control characters of the 7-bit coded character set ISO/IEC 646) je norma popisující grafickou reprezentaci řídicích znaků zavedených normou ISO/IEC 646. Tuto reprezentaci mohou používat znakové generátory počítačových terminálů pro účely ladění. Norma také zavádí dvoupísmenné zkratky jednotlivých řídicích znaků, které cituje RFC 1345 „Character Mnemonics & Character Sets“.
Normu ISO 2047 převzala celá řada norem jiných organizací: ECMA-17 v Evropě, GB/T 3911-1983 v Číně, KS X 1010 (dříve KS C 5713) v Koreji, JIS X 0209:1976 (původně JIS C 6227) v Japonsku (kde byla její platnost ukončena k 20. lednu 2010).

## Tabulka znaků
| Pozice znaku | Reprezentace v kódové tabulce | Jméno                     | Reprezentace symbolu | Zkratka |
| ------------ | ----------------------------- | ------------------------- | -------------------- | ------- |
| 0/0          | NUL                           | Null                      | ⎕ (U+2395)           | NU      |
| 0/1          | TC₁ (SOH)                     | Start of Heading          | ⌈ (U+2308)           | SH      |
| 0/2          | TC₂ (STX)                     | Start of Text             | ⊥ (U+22A5)           | SX      |
| 0/3          | TC₃ (ETX)                     | End of Text               | ⌋ (U+230B)           | EX      |
| 0/4          | TC₄ (EOT)                     | End of Transmission       | ⌁ (U+2301)           | ET      |
| 0/5          | TC₅ (ENQ)                     | Enquiry                   | ⊠ (U+22A0)           | EQ      |
| 0/6          | TC₆ (ACK)                     | Acknowledge               | ✓ (U+2713)           | AK      |
| 0/7          | BEL                           | Bell                      | ⍾ (U+237E)           | BL      |
| 0/8          | FE₀ (BS)                      | Backspace                 | ⌫ (U+232B)           | BS      |
| 0/9          | FE₁ (HT)                      | Horizontal Tabulation     | ⪫ (U+2AAB)           | HT      |
| 0/10         | FE₂ (LF)                      | Line Feed                 | ≡ (U+2261)           | LF      |
| 0/11         | FE₃ (VT)                      | Vertical Tabulation       | ⩛ (U+2A5B)           | VT      |
| 0/12         | FE₄ (FF)                      | Form Feed                 | ↡ (U+21A1)           | FF      |
| 0/13         | FE₅ (CR)                      | Carriage Return           | ⪪ (U+2AAA)           | CR      |
| 0/14         | SO                            | Shift Out                 | ⊗ (U+2297)           | SO      |
| 0/15         | SI                            | Shift In                  | ⊙ (U+2299)           | SI      |
| 1/0          | TC₇ (DLE)                     | Data Link Escape          | ⊟ (U+229F)           | DL      |
| 1/1          | DC₁                           | Device Control 1          | ◴ (U+25F4)           | D1      |
| 1/2          | DC₂                           | Device Control 2          | ◵ (U+25F5)           | D2      |
| 1/3          | DC₃                           | Device Control 3          | ◶ (U+25F6)           | D3      |
| 1/4          | DC₄                           | Device Control 4          | ◷ (U+25F7)           | D4      |
| 1/5          | TC₈ (NAK)                     | Negative Acknowledge      | ⍻ (U+237B)           | NK      |
| 1/6          | TC₉ (SYN)                     | Synchronization           | ⎍ (U+238D)           | SY      |
| 1/7          | TC₁₀ (ETB)                    | End of Transmission Block | ⊣ (U+22A3)           | EB      |
| 1/8          | CAN                           | Cancel                    | ⧖ (U+29D6)           | CN      |
| 1/9          | EM                            | End of Medium             | ⍿ (U+237F)           | EM      |
| 1/10         | SUB                           | Substitute Character      | ␦ (U+2426)           | SB      |
| 1/11         | ESC                           | Escape                    | ⊖ (U+2296)           | EC      |
| 1/12         | IS₄ (FS)                      | File Separator            | ◰ (U+25F0)           | FS      |
| 1/13         | IS₃ (GS)                      | Group Separator           | ◱ (U+25F1)           | GS      |
| 1/14         | IS₂ (RS)                      | Record Separator          | ◲ (U+25F2)           | RS      |
| 1/15         | IS₁ (US)                      | Unit Separator            | ◳ (U+25F3)           | SH      |
| 2/0          | SP                            | Space                     | △ (U+25B3)           | SP      |
| 7/15         | DEL                           | Delete                    | ␥ (U+2425)           | DT      |